# Noms officiels de l'Union européenne
L’Union européenne, du fait de la grande diversité de ses langues officielles, a de nombreux noms officiels. Les partenariats développés avec ses voisins européens et dans le reste du monde et ses politiques internes font que son nom est aussi traduit dans les langues officielles d'autres États européens et extra-européens ainsi qu'au niveau régional.

## Langues officielles de l'Union européenne
| Langue      | Nom dans la langue                 | Sigle | États membres correspondants                                                                         |
| ----------- | ---------------------------------- | ----- | --- |
| allemand    | Europäische Union                  | EU    | Membres de l'UE : Allemagne, Autriche, Belgique, Luxembourg Hors UE : Liechtenstein, Suisse, Vatican |
| anglais     | European Union                     | EU    | Membres de l'UE : Irlande, Malte Hors UE : Royaume-Uni                                               |
| bulgare     | Европейски съюз (Evropejski săjuz) | ЕС    | Membre de l'UE : Bulgarie                                                                            |
| croate      | Europska unija                     | EU    | Membre de l'UE : Croatie                                                                             |
| danois      | Europæiske Union                   | EU    | Membre de l'UE : Danemark                                                                            |
| espagnol    | Unión Europea                      | UE    | Membre de l'UE : Espagne                                                                             |
| estonien    | Euroopa Liit                       | EL    | Membre de l'UE : Estonie                                                                             |
| finnois     | Euroopan unioni                    | EU    | Membre de l'UE : Finlande                                                                            |
| français    | Union européenne                   | UE    | Membres de l'UE : Belgique, France, Luxembourg Hors UE : Monaco, Suisse, Vatican                     |
| grec        | Ευρωπαϊκή Ένωση (Evropaïkí Énosi)  | ΕΕ    | Membres de l'UE : Chypre, Grèce                                                                      |
| hongrois    | Európai Unió                       | EU    | Membre de l'UE : Hongrie                                                                             |
| irlandais   | An tAontas Eorpach                 | AE    | Membre de l'UE : Irlande                                                                             |
| italien     | Unione europea                     | UE    | Membre de l'UE : Italie Hors UE : Saint-Marin, Suisse et Vatican                                     |
| letton      | Eiropas Savienība                  | ES    | Membre de l'UE : Lettonie                                                                            |
| lituanien   | Europos Sąjunga                    | ES    | Membre de l'UE : Lituanie                                                                            |
| maltais     | Unjoni Ewropea                     | UE    | Membre de l'UE : Malte                                                                               |
| néerlandais | Europese Unie                      | EU    | Membres de l'UE : Belgique, Pays-Bas                                                                 |
| polonais    | Unia Europejska                    | UE    | Membre de l'UE : Pologne                                                                             |
| portugais   | União Europeia                     | UE    | Membre de l'UE : Portugal                                                                            |
| roumain     | Uniunea Europeană                  | UE    | Membre de l'UE : Roumanie                                                                            |
| slovène     | Evropska unija                     | EU    | Membre de l'UE : Slovénie                                                                            |
| slovaque    | Európska únia                      | EU    | Membre de l'UE : Slovaquie                                                                           |
| suédois     | Europeiska Unionen                 | EU    | Membres de l'UE : Finlande, Suède                                                                    |
| tchèque     | Evropská unie                      | EU    | Membre de l'UE : République tchèque                                                                  |

## Autres langues officielles de membres de l'Union européenne
| Langue         | Nom dans la langue | Sigle | États membres correspondants              |
| -------------- | ------------------ | ----- | ----------------------------------------- |
| luxembourgeois | Europäesch Unioun  | EU    | Membre de l'UE : Luxembourg               |
| turc           | Avrupa Birliği     | AB    | Membre de l'UE : Chypre Hors UE : Turquie |

## Autres langues d'Europe

### États candidats
Le texte proposé à ratification du traité pour une constitution européenne a été aussi traduit dans les langues officielles des trois pays candidats de l'époque, le croate (pour la Croatie), le macédonien (pour la Macédoine) et le turc (pour la Turquie). Depuis, la Croatie a rejoint l'Union européenne et d'autres candidats (Islande, Monténégro, Serbie) ont été officiellement reconnus. Aucune de leurs langues officielles ne sont encore langue officielle de l'Union européenne. Les noms de l'Union européenne dans les langues des actuels pays candidats officiels sont les suivants :
| Langue             | Nom dans la langue              | Sigle   | Pays correspondants (en Europe)                 |
| ------------------ | ------------------------------- | ------- | ----------------------------------------------- |
| macédonien         | Европска Унија (Evropska Unija) | ЕУ      | Macédoine                                       |
| monténégrin, serbe | Европска унија Evropska unija   | ЕУ / EU | Monténégro (monténégrin) Kosovo, Serbie (serbe) |

### Candidats potentiels
Hormis trois des quatre langues nationales de la Suisse (le français, l'italien et l'allemand) qui sont déjà langues officielles de pays membres, les autres langues officielles des candidats potentiels (albanais, bosnien, norvégien et romanche) ne le sont pas. Les noms de l'Union européenne dans ces langues sont :
| Langue    | Nom dans la langue              | Sigle     | Pays correspondants (en Europe) |
| --------- | ------------------------------- | --------- | ------------------------------- |
| albanais  | Bashkimi Europian               | BE        | Albanie, Kosovo                 |
| bosnien   | Evropska unija / Европска унија | EU / ЕУ   | Bosnie-Herzégovine              |
| islandais | Evrópusambandið                 | ESB ou ES | Islande                         |
| norvégien | Europeiske Union                | EU        | Norvège                         |
| romanche  | Uniun Europeica                 | UE        | Suisse                          |

### Charte des langues régionales ou minoritaires de l’UE
| Langue            | Nom dans la langue              | Sigle   | États dans laquelle la langue est parlée  |
| ----------------- | ------------------------------- | ------- | ----------------------------------------- |
| bas-saxon         | Europäisch Union                | EU      | Allemagne, Pays-Bas                       |
| basque            | Europar Batasuna                | EB      | Espagne, France                           |
| breton            | Unvaniezh Europa                | UE      | France                                    |
| catalan           | Unió Europea                    | UE      | Espagne, France Hors UE : Andorre         |
| cornique          | Unyans Europek                  | UE      | Hors UE : Royaume-Uni                     |
| corse             | Unioni Auropea / Unione Europea | UA / UE | France                                    |
| féroïen           | Evropeiska samveldið            | ES      | Danemark                                  |
| francoprovençal   | Union Eropenna                  | UE      | France, Italie                            |
| frioulan          | Union Europeane                 | UE      | Italie                                    |
| frison occidental | Jeropeeske Uny                  | JU      | Pays-Bas                                  |
| gaélique écossais | Aonadh Eòrpach                  | AE      | Hors UE : Royaume-Uni                     |
| galicien          | Unión Europea                   | UE      | Espagne                                   |
| gallois           | Undeb Ewropeaidd                | UE      | Hors UE : Royaume-Uni                     |
| kachoube          | Eùropejskô Ùnijô                | EU      | Pologne                                   |
| mirandais         | Ounion Ouropeia                 | OO      | Portugal                                  |
| occitan           | Union Europèa                   | UE      | France, Espagne, Italie                   |
| same              | Eurohpa Uniovdna                | EU      | Suède, Finlande Hors UE : Norvège, Russie |
| wallon            | Union Uropeyinne                | UU      | Belgique, France                          |

### États du Conseil de l’Europe
| Langue    | Nom dans la langue                       | Nom simple (le cas échéant) | Sigle      | États dans laquelle la langue est parlée                                                 |
| --------- | ---------------------------------------- | --------------------------- | ---------- | ---------------------------------------------------------------------------------------- |
| arménien  | Եվրոպական Միությունw (Evropakan Miutyun) |                             |            | Arménie                                                                                  |
| azéri     | Avropa İttifaqı (ou Avropa Birliyi)      |                             | Aİ (ou AB) | Azerbaïdjan                                                                              |
| géorgien  | ევროპის კავშირი (evropis kavširi)        |                             |            | Géorgie                                                                                  |
| latin     | Unio Europaea                            |                             | UE         | Vatican                                                                                  |
| russe     | Европейский Союз (Evropeïski Soyouz)     | Евросоюз (Evrosoyouz)       | ЕС         | Russie ; Biélorussie et Kazakhstan (les deux derniers étant hors du Conseil de l'Europe) |
| ukrainien | Європейський Союз (Evropeïs'ki Soyouz)   | Євросоюз (Evrosoyouz)       | ЄС         | Ukraine                                                                                  |

### Autres États européens
Un État intégralement européen n’appartient cependant à aucune organisation supranationale européenne, le Bélarus dont les langues sont le russe et le biélorusse. Le Kazakhstan, de langues kazakhe et russe, a également une partie de son territoire situé en Europe mais ne fait pas non plus partie des organisations sus-mentionnées.
| Langue     | Nom dans la langue                  | Nom simple (le cas échéant) | Sigle | Pays correspondants (en Europe) |
| ---------- | ----------------------------------- | --------------------------- | ----- | ------------------------------- |
| biélorusse | Еўрапейскі Саюз (Eŭrapeïski Sayouz) | Еўрасаюз                    | ЕС    | Biélorussie                     |
| kazakh     | Еуропалық одақ (Europalyq odaq)     |                             | ЕО    | Kazakhstan                      |

## Autres langues
Voici le nom de l'Union européenne dans d'autres langues ni officielles ni régionales dans un quelconque pays d'Europe.
| Langue         | Nom dans la langue                                   | Nom simple (le cas échéant) | Sigle |
| -------------- | ---------------------------------------------------- | --------------------------- | ----- |
| arabe          | الاتحاد الأوروبي                                     |                             |       |
| chinois        | 歐洲聯盟 (traditionnel) 欧洲联盟 (simplifié)         |                             |       |
| coréen         | 유럽 연합 / 유럽 聯合 Yureop Yeonhap                 |                             |       |
| hébreu         | האיחוד האירופי                                       |                             |       |
| japonais       | 欧州連合 (Ōshū rengō) ヨーロッパ連合 (Yōroppa rengō) |                             |       |
| hindi          | यूरोपीय संघ                                              |                             |       |
| persan (farsi) | اتحادیهٔ اروپ                                         |                             |       |
| thaï           | สหภาพยุโรป                                            |                             |       |
| tadjik         | Иттиҳодияи Аврупо (Ittikhodyai Avroupo)              |                             |       |
| ouzbek         | Yevropa Ittifoqi                                     |                             |       |

## Langues construites
Voici le nom de l'Union européenne dans quelques langues construites :
| Langue      | Nom dans la langue | Nom simple (le cas échéant) | Sigle |
| ----------- | ------------------ | --------------------------- | ----- |
| espéranto   | Eŭropa Unio        |                             | EU    |
| interlingua | Union Europee      |                             | UE    |
| volapük     | Balatam Yuropik    |                             | BY    |